# Jingkong
Le Vénérable Jingkong ou Chin Kung (chinois : 淨空法師 ; pinyin : Jìngkōng fǎshī), né le 13 mars 1927 et mort le 26 juillet 2022 à Tainan, est un moine bouddhiste de la tradition Mahāyāna.
Il est le fondateur de la Fondation de l'Éducation bouddhique, une organisation basée sur les enseignements du Bouddhisme de la Terre pure, surnom du Paradis de la Béatitude infinie, dont le Bouddha est Amitābha appelé aussi Amitāyus.

## Biographie
Jingkong est né dans le district Lujiang de la province de l'Anhui en Chine ; son nom laïc est Xú Yèhóng (chinois : 徐業鴻) ou Hsu Yeh-hong.
Il a passé treize ans à étudier le bouddhisme et la philosophie sous la direction du professeur Fang Dongmei (chinois : 方東美) ou Fang Tung-mei, du Vénérable Zhangjia Hutuktu (chinois : 章嘉呼圖克圖), originaire de la Mongolie-Intérieure, appartenant à la tradition bouddhiste tibétaine, et du Maître Li Bingnan (chinois : 李炳南) ou Lee Ping-nan.
Jingkong est entré dans l'ordre monastique bouddhiste en 1959 et a reçu l'ordination complète au Temple Linzi de Yuanshan à Taipei, Taïwan. C'est à ce moment qu'il a reçu son nom dharmique bouddhiste de Jingkong, signifiant la « Pure Vacuité ».
Le Vénérable est bien connu par l'utilisation de la technologie moderne pour expliquer et transmettre l'enseignement du Bouddha. Ses prêches clairs et profonds à destination de ses disciples ont été enregistrés en cassettes audio, bandes vidéo, VCD et DVD, qui seront ensuite distribués dans beaucoup de temples du monde entier, Taïwan, Hong Kong, Chine continentale, Amérique, Australie et Europe. Des soutras et des commentaires bouddhiques imprimés par sa fondation en langues chinoise, anglaise et autres, ainsi que des portraits de bouddhas et de bodhisattvas, sont aussi mis à la libre distribution, ce qui favorise énormément la généralisation de l'enseignement du Bouddha dans les quatre coins du monde d'aujourd'hui.
Durant plusieurs dizaines d'années, le Vénérable Jingkong se consacre à transmettre le message du Soutra de la Longévité infinie, et la méthode la plus simple, la plus directe et la plus efficace de la récitation du nom du Bouddha Amitābha, Namo Amitābhāya, avec laquelle on pourra renaître après la vie présente au Paradis de la Béatitude Infinie.

### Travaux reconnus et récompensés
Le Vénérable Jingkong travaille énergiquement sur la mise en pratique des enseignements de Bouddha, pour rapprocher des écarts des points de vue et réconcilie des malentendus entre des communautés appartenant aux religions différentes, par des visites courtoises et des dialogues d'inter-croyance, particulièrement en Asie et en Australie. En reconnaissance de ses accomplissements, il a été gratifié de plusieurs récompenses et honneurs.
Il a résidé en Australie pendant de nombreuses années et était basé dans la ville régionale de Toowoomba, près de Brisbane, la capitale de l'État du Queensland. En 2001, il a créé la forme actuelle de la Pure Land Learning College Association (formée à l'origine à Taiwan en 1984) à Toowoomba, en Australie, pour promouvoir davantage le bouddhisme.
En 2002, on lui a attribué une chaire honoraire à l'université du Queensland en Australie et un doctorat honoris causa de l'université Griffith. En décembre 2003, on lui a attribué le titre honoraire du Patron de la Fondation honoraire du Centre australien de la paix et des études de conflit à l'université du Queensland. En avril 2004, on lui a attribué un doctorat honoris causa de l'université du Queensland du Sud. Il avait alors récemment reçu un doctorat honoris causa de l'université islamique Syarif-Hidayatullan de Jakarta en Indonésie.
En juin 2005, le Vénérable Jingkong a été nommé membre de l'ordre d'Australie par la reine Élisabeth II. Il a été reconnu pour son service à la communauté bouddhiste du Queensland, particulièrement par la promotion du bouddhisme et les activités d'inter-croyance de coopération entre des groupes ethniques divers par l'assistance dans le domaine de l’éducation et de la santé.
En 2006, il a sponsorisé la célébration solennelle et somptueuse du 2550e anniversaire du Bouddha Shākyamouni, qui a eu lieu au siège de l'UNESCO à Paris, organisée par le Vénérable Tampalawela Dhammaratana, ex-président de l'Union bouddhiste de France, c'était un événement d'ampleur internationale, qui a laissé une grande influence dans le monde bouddhiste et non bouddhiste, par la propagation de son message de paix mondiale et de paix intérieure dans le cœur de chacun.
En 2009, Chin Kung a été nommé administrateur international de Religions for Peace, une organisation active dans le monde entier.
En septembre 2017, l'« Association des amis du Chin Kung à l'UNESCO » a été créée au siège de l'UNESCO à Paris, dans le but de « promouvoir l'unité religieuse, restaurer l'éducation religieuse et promouvoir la culture traditionnelle ».

### Mort
Jingkong meurt à Tainan le 26 juillet 2022.